# Limoeiro do Norte
Limoeiro do Norte es un municipio brasileño situado en el estado del Ceará. Según el censo de 2022, tiene una población de 59 560 habitantes.
Es conocido también como la Tierra de las bicicletas.

## Historia
Las tierras de la isla fluvial formada por los ríos Jaguaribe y Banabuiú y sus respectivas márgenes eran habitadas por diversas etnias tapuias, entre ellas los paiacu.
Con la ocupación definitiva del territorio de Ceará en la segunda mitad del siglo XVII, llegaron los portugueses y sus descendientes oriundos de Rio Grande do Norte, Paraíba y Pernambuco a esta región. Después de combates que hicieron parte de la Guerra de los Bárbaros, la construcción de la Fortaleza Real de São Francisco Xavier da Ribeira do Jaguaribe y el desplazamiento de los indígenas, en estas tierras fue implementada la ganadería, impulso decisivo para el establecimiento de este núcleo agropecuario.
El desenvolvimiento urbano se dio alrededor de la capilla de Nuestra Señora de la Concepción, que fue construida a partir de 1845, cuando Limoeiro do Norte pertenecía a São Bernardo de Russas.

## Geografía

### Clima
El clima es tropical semiárido, con temperaturas medias de 26º a 28 °C y con un promedio de lluvias de 720 mm, concentradas de enero a abril.

### Hidrografía y recursos hídricos
Los principales cursos de agua forman parte de la cuenca de los ríos Jaguaribe y Banabuiú, siendo uno de sus principales afluentes el río Quixeré. Existen también diversas represas, entre ellas las de Grado Bravo, Ingarana,  Barracão y Santa Fé.

### Relieve y suelo
Los relieves de Limoeiro do Norte forman parte de la Depresión Sertaneja, de la cuesta de la Chapada do Apodi y de la planicie y terrazas fluviales próximas al río Jaguaribe. Las principales elevaciones no sobrepasan los 200 m. Los suelos más comunes son: aluviales, inceptisoles, entisoles, planosoles, solódicos, vertisoles y podzólicos.

### Vegetación
La vegetación predominante en Limoeiro do Norte es del tipo bajoy del tipo caatinga arbustiva densa, con trechos más arbóreos y espinosos, y el bosque ciliar donde predomina la carnaúba y a oiticica. En la caatinga, los vegetales más comunes son: Pereiro, Jucá, Jurema, Pau-Branco, Aroeira, Catingueira, Juazeiro, además de variedades de cactus como el mandacaru, el xiquexique, la palma y otros.

## Demografía
La población del municipio de Limoeiro do Norte es la 25° mayor del estado del Ceará, según el IBGE.

## Urbanismo
La ciudad de Limoeiro do Norte dispone de abastecimiento de agua y servicio de residuos cloacales (SAAE), suministro de energía eléctrica (ENEL), servicio telefônico fijo y móvil, servicio de internet, telégrafos, agencia de correos, sucursales bancarias, unidades de seguridad, unidades de salud, unidades de educación, posadas, hoteles, clubes, parque forestal, skate park, plazas, etc.

## Transporte

### Flota de vehículos
De acuerdo con los datos del IBGE, el municipio de Limoeiro do Norte posee la 7° mayor flota de vehículos del estado del Ceará.

### Infraestructura
El municipio de Limoeiro do Norte posee una carretera, localizada en el centro de la ciudad, con líneas diarias de ómnibus para la capital del estado, Fortaleza, entre otras ciudades. El municipio también posee un aeropuerto (Aeropuerto de Limoeiro del Norte), localizado en Chapada del Apodi, zona rural del municipio.

## Economía
La economía de Limoeiro do Norte está en crecimiento. Es uno de los 15 municipios con mayor PIB y uno de los 10 con mayor PIB per cápita del estado del Ceará. Junto con otros 14 municipios, representan más de 70% del PIB estatal.

### Sector primario
El sector primario es la segunda mayor actividad económica de Limoeiro do Norte.
Durante muchos años la cera de carnaúba representó la principal actividad económica de Limoeiro do Norte.
Agricultura (Permanente)
| Plantación        | Cantidad Producida (ton.) | Valor de la Producción (R$ mil) | Área Plantada (ha.) | Área Cosechada (ha.) | Rendimiento Medio (kg/ha.) |
| ----------------- | ------------------------- | ------------------------------- | ------------------- | -------------------- | -------------------------- |
| Banana (en cacho) | 26.450                    | 14.090                          | 1.260               | 1.150                | 23.000                     |
| Castaña de cajú   | 631                       | 564                             | 2.045               | 2.045                | 308                        |
| Coco-da-baía      | 941                       | 367                             | 73                  | 73                   | 12.890                     |
| Higo              | 15                        | 111                             | 4                   | 4                    | 3.750                      |
| Guayaba           | 910                       | 568                             | 70                  | 70                   | 13.000                     |
| Naranja           | 27                        | 18                              | 8                   | 8                    | 3.375                      |
| Limón             | 3.800                     | 2.113                           | 380                 | 380                  | 10.000                     |
| Papaya            | 2.695                     | 714                             | 35                  | 35                   | 77.000                     |
| Mango             | 714                       | 557                             | 42                  | 42                   | 17.000                     |
| Uva               | 64                        | 146                             | 8                   | 8                    | 8.000                      |

Agricultura (Temporária)
| Plantación        | Cantidad Producida (ton.) | Valor de la Producción (R$ mil) | Área Plantada (ha.) | Área Cosechada (ha.) | Rendimiento Medio (kg/ha.) |
| ----------------- | ------------------------- | ------------------------------- | ------------------- | -------------------- | -------------------------- |
| Ananá             | 95.200                    | 120.190                         | 1.400               | 1.400                | 68.000                     |
| Arroz (en casca)  | 9.300                     | 6.929                           | 1.500               | 1.500                | 6.200                      |
| Frijol (en grano) | 1.372                     | 2.519                           | 1.240               | 1.240                | 1.106                      |
| Mamona (baga)     | 7                         | 7                               | 19                  | 19                   | 368                        |
| Mandioca          | 1.280                     | 205                             | 160                 | 160                  | 8.000                      |
| Sandía            | 2.400                     | 720                             | 80                  | 80                   | 30.000                     |
| Melón             | 4.375                     | 5.294                           | 175                 | 175                  | 25.000                     |
| Maíz (en grano)   | 216                       | 128                             | 180                 | 180                  | 1.200                      |
| Soja (en grano)   | 1665                      | 812                             | 512                 | 512                  | 3.251                      |
| Sorgo (en grano)  | 305                       | 122                             | 145                 | 145                  | 2.103                      |
| Tomate            | 140                       | 74                              | 4                   | 4                    | 35.000                     |

Ganadería (Creación)
| Rebaño          | Efectivo (cabezas) |
| --------------- | ------------------ |
| Bovinos         | 19.503             |
| Equinos         | 1.055              |
| Asnos           | 252                |
| Mulas           | 34                 |
| Porcinos        | 4.884              |
| Caprinos        | 5.775              |
| Ovinos          | 15.300             |
| Gallinas        | 23.125             |
| Vacas Ordeñadas | 6.826              |

Ganadería (Producción)
| Género            | Producción         |
| ----------------- | ------------------ |
| Leche de vaca     | 8.191 (mil litros) |
| Huevos de gallina | 95 (mil docenas)   |
| Miel de abeja     | 550.000 (kg)       |

### Sector Secundario
El sector secundario es la tercera mayor actividad económica de Limoeiro do Norte.
En el municipio están localizadas 40 industrias, siendo trece de productos alimenticios, una extractora mineral, dos de madera, cuatro metalúrgicas, una textil, una editorial y gráfica, una del mobiliario, diez de productos minerales no metálicos, tres de servicios de construcción, cuatro de indumentaria, calzados y artículos de tejidos, cueros y pieles.
El artesanías y a cantería son también actividades económicas del municipio de Limoeiro do Norte.

### Sector Terciario
El sector terciario representa a mayor actividad económica de Limoeiro do Norte, y se encuentra en gran expansión.
El turismo también está poco explotado. Limoeiro do Norte tiene una rica historia, arquitectura, gastronomía, y muchas bellezas naturales, como sus ríos (río Jaguaribe y río Quixeré), la Gruta de Lampião y la represa de las Pedrinhas, en el río Quixeré.

## Feriados municipales
- 30 de agosto - Emancipación política.
- 8 de diciembre - Fiesta de la patrona de la ciudad, Nuestra Señora de la Concepción.

## Medios y comunicación

### Periódicos
- Diario Tribuna

### Emisoras de radio
- Rádio Educadora Jaguaribana - 560 kHz - AM
- Rádio Jangadeiro FM Limoeiro - 100,1 MHz - FM
- Rádio Valle del Jaguaribe - 1260 kHz - AM

### Emisoras de Televisión
- TV Jaguar - en línea
- TV Jangadeiro - afiliada del Sbt - canal 4
- TV Verdes Mares - afiliada de la Globo - canal 8
- TVC - (Pública Estatal) - canal 12
- TV Unión - canal 14
- Canção Nueva - canal 19
- TV Ciudad - afiliada de la Record - canal 40 y 91
- TV Diário - canal 43 y 94

## Seguridad
La ciudad de Limoeiro do Norte es sede de Compañía de Policía Militar, Delegación de Policía Civil, DEMUT, Grupo del Cuerpo de Bomberos, IBAMA, Tiro de Guerra, etc.

## Salud
| Unidades de Salud | 38  |
| Camas             | 122 |

## Educación

### Instituciones educativas
La ciudad de Limoeiro do Norte tiene una academia de letras (Academia Limoeirense de Letras - ALL), biblioteca municipal (Dr. Juan Eduardo Nieto), Liceo de Artes y Oficios (en cierre) y núcleo del NIT con museo.

### Educación básica
Limoeiro do Norte posee red de educación infantil, educación fundamental y enseñanza media.
Datos Estadísticos
| Educación   | Alumnos Matriculados | Professores | Escuelas y Colégios |
| ----------- | -------------------- | ----------- | ------------------- |
| Infantil    | 1.774                | 105         | 27                  |
| Fundamental | 9.126                | 387         | 32                  |
| Medio       | 2.467                | 83          | 4                   |

### Educación Superior
Limoeiro do Norte posee red de educación superior.
Instituciones Superiores
- FAFIDAM - (pública estatal) - Campus de la UECE
- IFCE - (pública federal)
- UAB - (pública) - Educación a distancia
- UNOPAR - (privada)

## Ciencia y tecnología
En 2007 Limoeiro do Norte fue el municipio brasileño que más inscribió alumnos (con excepción de las capitales) para la 10.ª edición de la Olimpíada Brasilera de Astronomía y Astronáutica (OBA). El municipio obtuvo un telescopio computarizado de la coordinación de la olimpíada por el desempeño en 2007. En 2008 el municipio dobla la cantidad de inscritos en la OBA. Los alumnos del municipio ya conquistaron más de 150 medallas en la OBA.
En junio de 2010, Limoeiro do Norte fue la sede del VI EREA, el cual tuvo la participación de grandes nombres de la astronomía y astronáutica del Brasil, entre ellos el primer astronauta brasileño y de lengua portuguesa, el teniente coronel Marcos César Puentes.

## Cultura
La ciudad de Limoeiro do Norte posee un centro cultural con teatro (Centro Cultural Márcio Mendonça), cine con 2 salas (Cine Francisco Lucena), biblioteca municipal (Dr. Juan Eduardo Nieto) y museo (Museo de la Imagen y del Sonido) en el NIT.
Existen en el municipio de Limoeiro do Norte grupos de danzas folclóricas, repentistas, artesanos de cantería, cerámica y paja de carnaúba.